# Cees Koch (atleet)

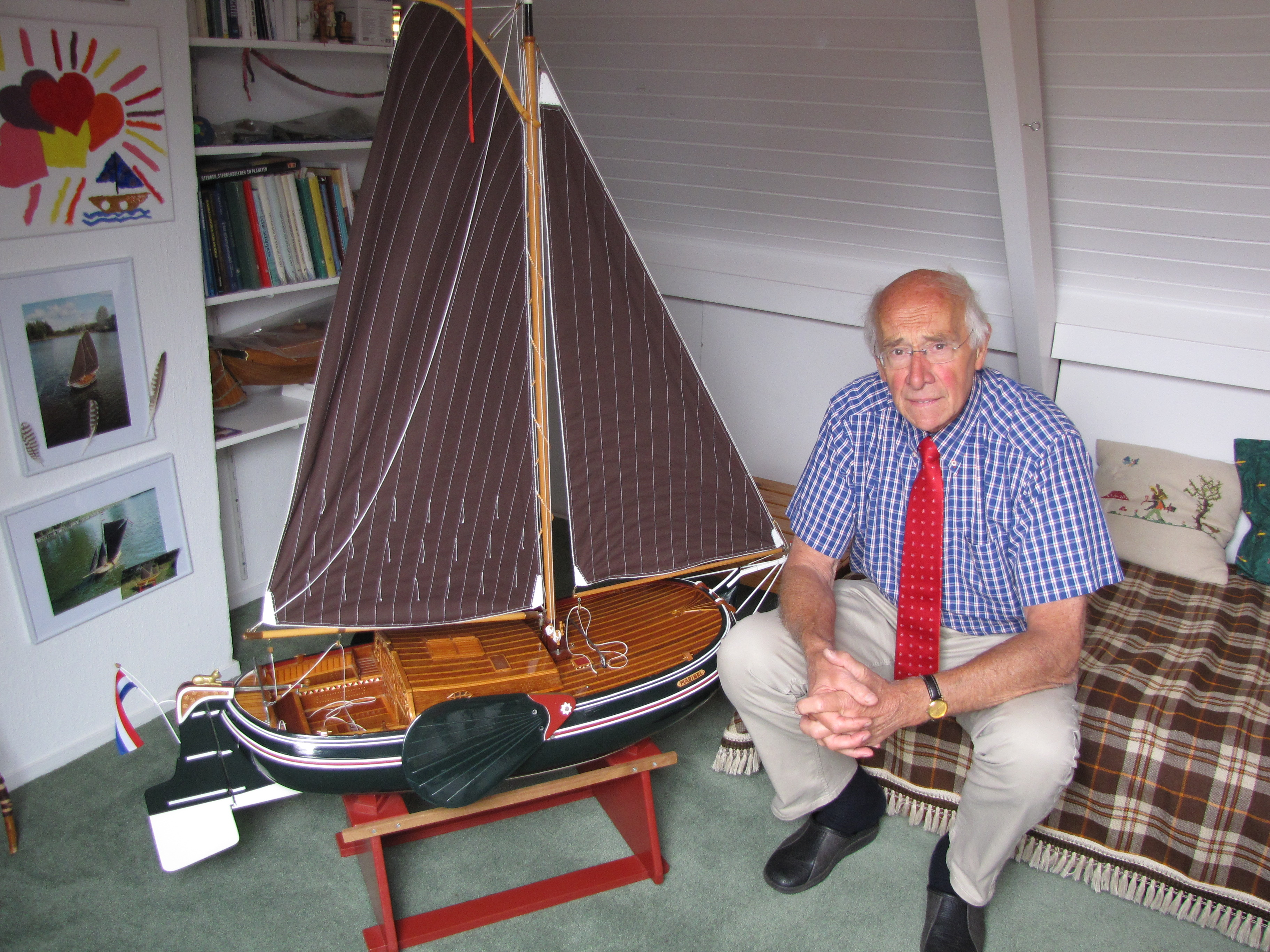
Koch in 2010 met een van de door hemzelf gemaakte platbodems, een Friese boeier.

Cornelis (Cees) Koch (Rotterdam, 16 juli 1936 - Heemstede, 14 september 2021) was een Nederlandse discuswerper en kogelstoter. Hij werd negenmaal Nederlands kampioen discuswerpen en zevenmaal Nederlands kampioen kogelstoten. Bovendien verbeterde hij vijf maal het Nederlandse record kogelstoten en negen maal het nationale record discuswerpen. Dit laatste onderdeel was ook het onderdeel waarmee hij het meest op de voorgrond trad. Koch vertegenwoordigde Nederland tweemaal op de Olympische Spelen.

## Biografie

### Ontdekt op schoolwedstrijd
Koch begon op zestienjarige leeftijd met atletiek. Tijdens zijn HBS-tijd was hij 'ontdekt' door toenmalig Pro Patria-voorzitter Jan van Wijk. Die stond erbij, toen Koch als vijftien-, zestienjarige jongen tijdens het halen van zijn schoolvaardigheidsdiploma de kastiebal ver voorbij de 30 meter smeet. Of hij niets voor atletiek voelde, was diens alerte reactie. Koch speelde echter volleybal en daar lag dus zijn hart. Van Wijk hield echter vol en toen Koch later, op een introductieavond bij Pro Patria, de zeskilokogel direct voorbij de afstand stootte waarmee een Pro Patriaan net B-juniorkampioen van Rotterdam was geworden, was hij verkocht. Koch: "Nou ja, dan kan je niet meer terug, natuurlijk."

### Eerste successen als junior
Koch was toen B-junior (leeftijdscat. 16/17 jaar), maar kon zich al gauw meten met de oudere jaarklasse. In zijn A-juniortijd werd hij op kogelstoten en discuswerpen zowel jeugdkampioen als jeugdrecordhouder. Hij was ook nog junior, toen hij in 1955 bij het kogelstoten zijn allereerste nationale seniorentitel veroverde, de eerste van een vrijwel onafgebroken serie van zeven.

### Selfmade man
Cees Koch moest zijn trainingsschema's grotendeels zelf uitdokteren. Aanvankelijk had hij weliswaar in trainer Willy Mess, een fervent lezer van het Duitse 'Leichtathletik', een goede begeleider, maar toen deze plotseling overleed, was hij aan zichzelf overgeleverd. Koch: "Ik heb toen een poos een beetje in een kuil gehangen." Al had hij wel baat bij de centrale trainingen die de Duitse trainer Gerd Bode hier soms kwam geven. Cees: "Je zat dan een zaterdag en een zondag met een man of tien, vijftien bij elkaar en Bode gaf je dan onderricht."
Op den duur zag Koch er geen heil meer in om voortdurend op zichzelf aangewezen te zijn en zocht hij contact met Piet van der Kruk. "Piet woonde dicht in de buurt, in Delft, en wij in Bergschenhoek. Piet had veel perspectief, een grote, sterke knul die toen al met gewichtheffen bezig was. Wij hebben elkaar toen gevonden in het elkaar stimuleren met dat gewichtheffen; wij hebben dat op onze manier in een garage in Bergschenhoek gestalte gegeven." Tweemaal per week trainden zij zo samen, waarvoor Van der Kruk op zijn Solex door weer en wind steevast vanuit Delft op en neer tufte.

### De tranen van Paulen
Met die doe-het-zelf aanpak bereikte Cees Koch tweemaal de Europese kampioenschappen en tweemaal de Olympische Spelen. "Stockholm, in '58, was heel knus en in de beleving van: hier doe ik ervaring op. Daar heb ik ook voor het eerst contact kunnen leggen met die Oostblokjongens", aldus Koch.
Twee jaar later was hij goed genoeg om te worden uitgezonden naar de Olympische Spelen in Rome. Cees Koch werd er bij het discuswerpen 22e met 49,21 m, nadat hij in de kwalificatie 53,48 had geworpen, voldoende voor deelname aan de finale.
Weer twee jaar later, in 1962, bereikte hij op de EK van Belgrado het hoogtepunt in zijn atletiekloopbaan. "Ik heb er bewust mijn vakantie voor opgeofferd, omdat ik het gevoel had – gezien de afstanden in de trainingen – dat ik wel eens leuk weg zou kunnen komen in Belgrado." Kochs voorgevoel bleek juist. In de Joegoslavische hoofdstad veroverde hij met een worp van 55,96 een zilveren medaille achter Vladimir Troesenjov uit Rusland, die 57,11 overbrugde. Het ontroerde zelfs Adriaan Paulen, herinnert Cees Koch zich. "Die moest er natuurlijk bij zijn, bij de ceremonie protocollaire. En terwijl ik die medaille uitgereikt kreeg, stond Paulen met de tranen in zijn ogen."

### Tokio en einde atletiekloopbaan
In 1964 werd Koch voor de tweede maal uitgezonden naar de Olympische Spelen, maar in Tokio kwam hij vanwege een rugblessure met 52,57 niet door de kwalificatieronde. Hierna vond hij het welletjes. Hij moest nodig de aandacht op zijn gezin richten. Discuswerpen verleer je echter niet, zoals bleek toen hij min of meer voor de grap aan de Nederlandse kampioenschappen van 1970 meedeed. Prompt werd hij weer kampioen. Cees: "Ja joh, ik gooide nog in de 49 meter ook!"
Maatschappelijk veranderde er het nodige. Koch, aanvankelijk gestart als vertegenwoordiger in rijwielen en bromfietsen, werd economisch onafhankelijk van de Randstad en verhuisde met vrouw en beide kinderen naar het Drentse Odoorn. Daarna werd in de jaren zeventig Stadskanaal zijn thuis, nadat hij er directeur van de Sportfondsenbaden was geworden. En toen in 1987 de twee kinderen van Cees Koch en zijn vrouw Loura hun middelbareschoolopleiding hadden afgerond, kwamen ze vanwege het betere arbeidsperspectief voor hen weer terug naar het westen. Naar Heemstede, waar Koch de leiding kreeg over de gemeentelijke sportcomplexen.

### Platbodems
Na zijn pensionering leefde hij zijn doe-het-zelf drang uit in het bouwen van modelboten. Hij maakte schaalmodellen van Friese platbodems, die voorzien zijn van motoren en radiografische besturing en dus echt kunnen varen. Een even onverwachte als leuke andere kant van Cees Koch.

## Nederlandse kampioenschappen
| Onderdeel    | Jaar                                                 |
| ------------ | ---------------------------------------------------- |
| kogelstoten  | 1955, 1956, 1958, 1959, 1960, 1961, 1962             |
| discuswerpen | 1956, 1958, 1959, 1960, 1961, 1962, 1964, 1965, 1970 |

## Records

### Persoonlijke records
| Discipline   | Prestatie       | Datum       | Plaats    |
| ------------ | --------------- | ----------- | --------- |
| kogelstoten  | 16,55 m (ex-NR) | 3 juli 1960 | Enschede  |
| discuswerpen | 58,05 m (ex-NR) | 20 mei 1962 | Rotterdam |

#### Nederlandse records
| Onderdeel    | Prestatie | Datum             | Plaats    |
| ------------ | --------- | ----------------- | --------- |
| kogelstoten  | 15,68 m   | 20 juli 1958      | Den Haag  |
|              | 16,16 m   | 3 mei 1959        | Rotterdam |
|              | 16,30 m   | 23 augustus 1959  | Rotterdam |
|              | 16,42 m   | 12 juni 1960      | Frechen   |
|              | 16,55 m   | 3 juli 1960       | Enschede  |
| discuswerpen | 50,07 m   | 15 juli 1956      | Praag     |
|              | 50,36 m   | 23 september 1956 | Rotterdam |
|              | 52,125 m  | 2 juni 1957       | Utrecht   |
|              | 53,30 m   | 7 september 1958  | Amsterdam |
|              | 53,58 m   | 28 september 1958 | Rotterdam |
|              | 53,90 m   | 12 oktober 1958   | Rotterdam |
|              | 56,32 m   | 1 mei 1960        | Rotterdam |
|              | 57,56 m   | 13 mei 1962       | Rijswijk  |
|              | 58,05 m   | 20 mei 1962       | Rotterdam |

## Onderscheidingen
- KNAU-jeugdatleet van het jaar (Albert Spree-Beker) - 1955
- KNAU-atleet van het jaar - 1961, 1962
- Unie-erekruis in goud van de KNAU - 1965